# オリンパスCAMEDIAシリーズ
CAMEDIA（キャメディア）は、オリンパス（オリンパスイメージングを含む）が販売していたデジタルスチルカメラのシリーズのひとつ。細分するとEシリーズ、Cシリーズ、SPシリーズ、FEシリーズに分けられる。
オリンパスでは2012年秋に、新たなコンパクトデジタルカメラの統一ブランドとして「スタイラス」（STYLUS）を導入しており、それ以降、CAMEDIAシリーズを名乗る製品は発売されていない。

## 歴史
CAMEDIAシリーズの販売開始は1996年。キヤノンのPowerShotシリーズ、ソニーのサイバーショットシリーズなどと並んで長い歴史を持つ。1997年10月には140万画素、1999年8月には210万画素の機種を投入するなど、20世紀末の高画素数化競争の先頭を行き、初期のデジタルカメラ市場を牽引した。また98年にはC-1400XLがカメラグランプリの記者クラブ特別賞をデジタルカメラとしては初めて受賞。99年発売のC-2000ZOOMは本体右側に大型グリップ、左側に光学系を配置し、十字キーやモードダイヤルなども導入、その後の中級機種を代表するデザインとなった。2001年にはC-700 Ultra Zoomを発売、コンパクトなボディに高倍率レンズという今では定番の形態を生み出した。

## 特徴
- カメラ本体とレンズが一体型となっている、「コンパクトカメラ」に分類される。しかし、ほとんどの機種はレンズ部分あるいはグリップ部が出っ張っており、衣服のポケットに収めるといった持ち運び方にはあまり適さない。その分、大きめのレンズを搭載しており、中級機なら開放絞り値を小さくしたり、普及機なら倍率の大きなズームレンズを搭載したりして特徴を出している。
- かつてオリンパスが得意としていた中級クラスの機種は、対角1/2インチ、または1/1.8インチの大きめのCCDイメージセンサと開放絞り値の小さいズームレンズを採用しており、画素数の少ない古い機種では夜間の撮影で、明るくノイズの少ない描画ができた。また、マニュアル撮影機能も充実していた。

## 主な製品一覧
搭載されている受光素子 (CCD) の大きさでクラス分けした。（公称（有効）画素数の大小でクラスや画質が決まるわけではない。 画素数と受光素子の大きさのバランスが重要であるといえる。）

### 高級機

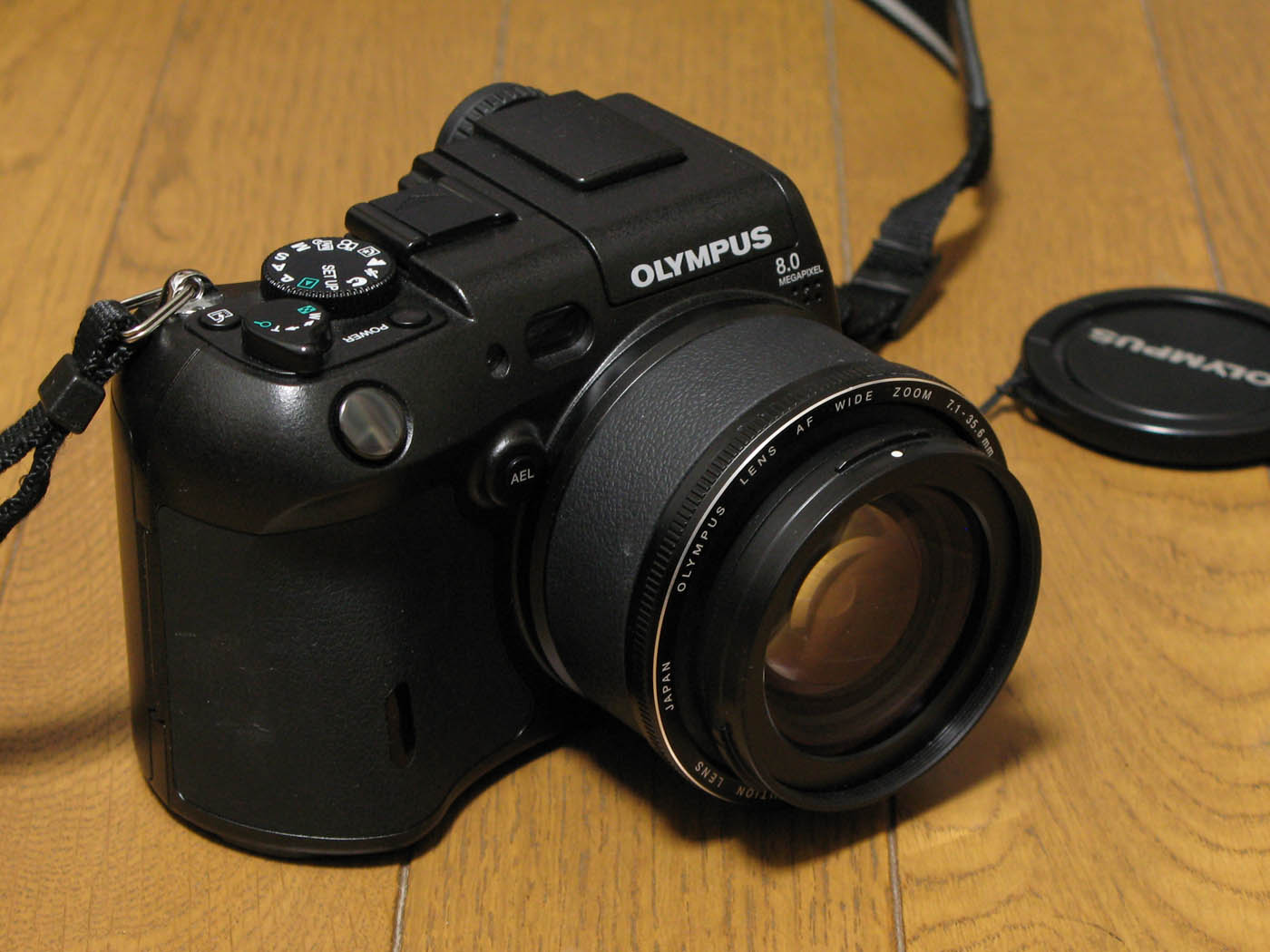
C-8080 WideZoom

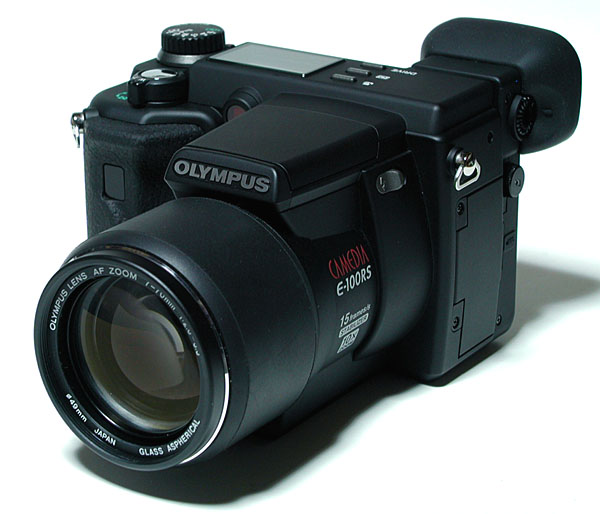
E-100RS

対角2/3インチサイズCCDを搭載した画質重視のモデルを挙げる。なお例外として、価格・機能面から1/2インチサイズCCDのE-100RSを加える。
レンズ一体型一眼レフタイプ（EVF（電子ビューファインダー）を含む）を搭載したカメラであり、レンズ交換式一眼レフカメラほどではないがサイズも大きく、コンパクトとは言い難い。2010年現在では、このクラスに該当する機種は販売されていない。
なお、型名がE-から始まる機種もあるが、レンズ交換式デジタル一眼レフカメラであるE-システムには分類されない。
- C-1000 - 1997年10月発売、撮像素子1/2型CCD、85万画素
- C-1400L - 1997年10月発売、撮像素子2/3型CCD、141万画素
- C-1400XL - 1998年10月発売、撮像素子2/3型CCD、141万画素
- C-2500L - 1999年 9月発売、撮像素子2/3型CCD、250万画素
- E-10 - 2000年10月発売、撮像素子2/3型CCD、400万画素
- E-100RS (EVFタイプ) - 2000年11月発売、撮像素子1/2型CCD、151万画素、光学ズーム10倍
- E-20 -2001年11月発売、撮像素子2/3型CCD、495万画素など。
- C-8080 WideZoom (EVFタイプ) - 2004年 3月発売、撮像素子2/3型CCD、800万画素

### 中級機

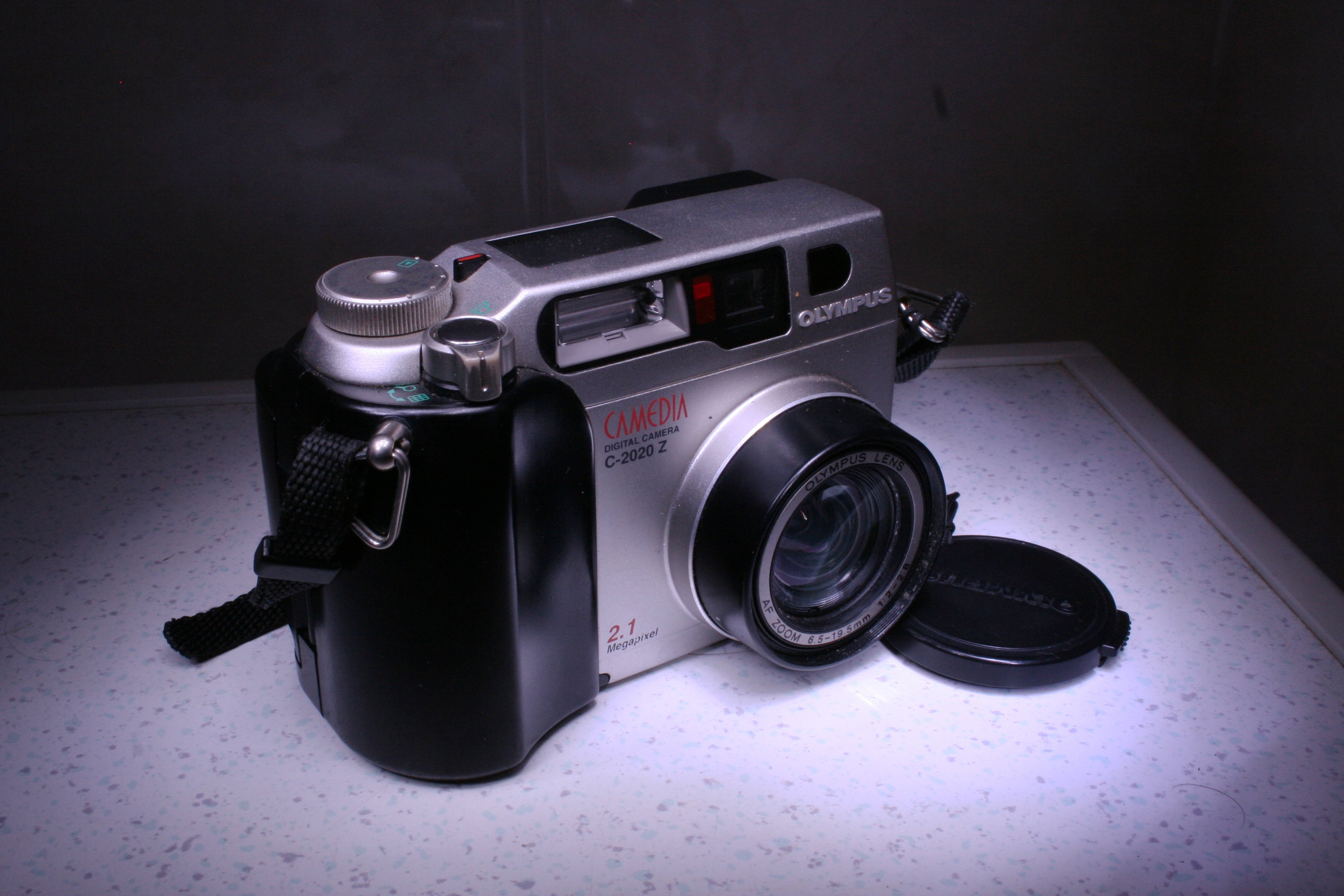
C-2020Z

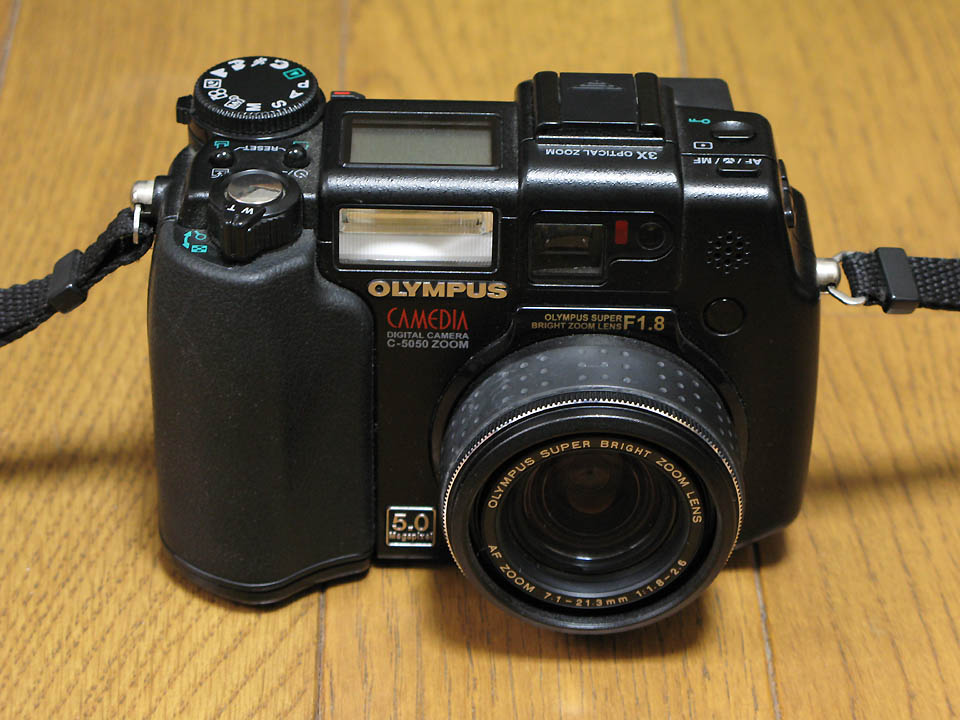
C-5050ZOOM

対角1/2インチまたは1/1.8インチサイズCCDを搭載したコストパフォーマンス重視のモデルを挙げる。かつての主力クラスであり、デジタルスチルカメラ史で一世を風靡した名機も存在する。機種によっては広角側の開放絞り値F1.8のレンズを装備、500万画素クラス以上の機種では記録カードがスマートメディアだけでなくコンパクトフラッシュやxDピクチャーカードにも対応している。
2010年現在では、このクラスの商品は販売されていない。
- C-2000 ZOOM - 1999年 4月発売、撮像素子1/2型CCD、211万画素、F値2.0レンズ搭載
- C-2020 ZOOM - 1999年11月発売、撮像素子1/2型CCD、211万画素、F値2.0レンズ搭載。C-2000 ZOOMの機能追加版。
- C-2040 ZOOM - 2000年12月発売、撮像素子1/2型CCD、211万画素、F値1.8レンズ搭載
- C-2100 Ultra Zoom - 2000年 8月発売、撮像素子1/2型CCD、211万画素、光学式手振れ補正機能を搭載した、オリンパス初の高倍率ズーム機
- C-3000 ZOOM - 2000年 9月発売、撮像素子1/1.8型CCD、334万画素、F値全域2.8レンズ搭載
- C-3030 ZOOM - 2000年 3月発売、撮像素子1/1.8型CCD、334万画素、F値全域2.8レンズ搭載
- C-3040 ZOOM - 2000年12月発売、撮像素子1/1.8型CCD、334万画素、F値1.8レンズ搭載
- C-3100 ZOOM - 2001年11月発売、撮像素子1/1.8型CCD、314万画素、F値全域2.8レンズ搭載
- C-4040 ZOOM - 2001年 8月発売、撮像素子1/1.8型CCD、413万画素、F値1.8レンズ搭載
- C-4100 ZOOM - 2002年9月発売、撮像素子1/1.8型CCD、400万画素、F値2.8レンズ搭載
- C-5050 ZOOM - 2002年11月発売、撮像素子1/1.8型CCD、510万画素、F値1.8レンズ搭載
- C-5060 Wide Zoom - 2003年11月発売、撮像素子1/1.8型CCD、510万画素、4倍ズーム
- C-7070 Wide Zoom - 2005年 3月発売、撮像素子1/1.8型CCD、710万画素

など。

### 廉価・普及機
対角1/2.5インチ以下の小さなサイズのCCDを使用したもの、機能をある程度絞り込むなど、ローコストを主眼に置いている。中には光学10倍ズームレンズを搭載した機種もあるが、それ以外のスペックが抑えられている。1200万画素クラス・1/1.8インチサイズCCD搭載機種でも、機能を絞り込み、レンズを小口径にするなど性能・仕様・価格を下げたものは普及機といえる。
※ 中級クラスのモデルをベースに、機能を絞り込んだ派生モデルもこのクラスに含めた。
- C-860L - 130万画素
- C-840L - 130万画素
- C-830L - 130万画素
- C-800L -
- C-410L -
- C-400L -
- D-360 ZOOM -
- D-460 ZOOM -
- C-900 / C-920 / C-960 / C-990 ZOOM
- C-3100 ZOOM
- C-4100 ZOOM
- C-700 / C-720 / C-730 / C-740 / C-745 / C-750 / C-755 / C-760 / C-770 Ultra Zoom - （C-2100 Ultra Zoomをコンパクトに改善したヒット機、ただし光学式手振れ補正機能が省かれている)
- C-1 ZOOM - 131万画素 光学3倍ズームレンズ
- C-2 ZOOM - 200万画素 光学3倍ズームレンズ
- C-21 - 214万画素　単焦点
- C-40 - 400万画素　光学3倍ズーム
- C-70 - 710万画素　光学5倍ズーム
- C-100 - 131万画素　単焦点
- C-120 - 196万画素　単焦点
- C-150 - 200万画素　単焦点
- C-160 - 320万画素　単焦点
- C-200 - 211万画素　光学3倍ズーム
- C-300 - 300万画素　光学2.8倍ズーム
- C-500 - 500万画素　光学3倍ズーム
- X-1 -　430万画素
- X-2 -　500万画素
- X-3 -　600万画素
- X-100 - 320万画素　光学3倍ズーム
- X-200 - 320万画素　光学3倍ズーム
- SP-500 / SP-510 - UltraZoom(高感度撮影、RAW記録に対応した光学10倍ズーム機、光学式手振れ補正は搭載されていない)
- SP-550 / SP-560 - UltraZoom(センサーシフト式手ぶれ補正を搭載した、光学18倍ズーム機)
- SP-570 UltraZoom - (センサーシフト式手ぶれ補正を搭載した、光学20倍ズーム機)
- FE-300 / FE-290 / FE-280 / FE-270 / FE-250 / FE-220D

ほか多数。